# P20 (турель)
M20 — Автоматична турель, оснащена 20-мм гарматою 20M621 та розроблена французькою компанією Nexter.

## Опис
P20 — це шарнірний вузол оснащений 20-мм гарматою 20М621 відомою простотою експлуатації та обслуговування, яка використовує боєприпаси натовського стандарту 20×102 мм або М50. Установка ідеально підходить для вогневої підтримки наземних операцій, міських боїв, ураження повітряних цілей та самооборони.
20 мм автоматична гармата 20М621 розроблена компанією Nexter для озброєння бронетехніки, літаків, гелікоптерів і малих суден ВМС. Вага гармати — 45,5 кг, довжина — 2207 мм, темп вогню — 800 пострілів/хв, початкова швидкість снаряду — 1005 м/с (AP-T), 985 м/с (HEI та TP).
Серед іншого гармата 20М621 використовується в корабельному стабілізованому дистанційно-керованому бойовому модулі Narwhal 20А (Naval Remote Weapon Highly Accurate Lightweight — корабельне дистанційне озброєння високоточне легке).

## Технічні характеристики
Калібр- 20×102 мм
Вага гармати- 45.5 кг
Довжина- 2207 мм
Темп вогню- 800п/хв
Швидкість снаряду- 1005—985 м/с

## Оператори
Німеччина- Французька група Nexter отримала контракт на постачання турелей P20 з 20-мм гарматами для озброєння легких транспортних засобів типу 4х4 для німецьких спецпризначенців.